# 慎海雄
慎海雄（1967年4月4日—），男，汉族，浙江湖州人，中华人民共和国政治人物、记者。杭州大学（现已并入浙江大学）中文系本科毕业，上海交通大学工商管理硕士学位。第十一届、十二届中共广东省委委员，中国共产党第十九届中央委员会候补委员，中国共产党第二十届中央委员会委员，现任中共中央宣传部副部长、中央廣播電視總台台长、党组书记、中央廣播電視總台总编辑。

## 生平
1987年12月加入中国共产党。1989年8月参加工作。历任新华社浙江分社农村采访室记者、宁波记者站记者、浙江分社农村采访室主任、党组成员、常务副总编，新华社上海分社副社长、总编辑、党组成员、党组副书记、社长、党组书记。2005年4月，兼任长三角新闻采编中心主任。2008年10月，兼任新华社金融信息平台上海总部主任。2009年5月，兼任中国金融信息中心总经理。2012年8月，任新华社副总编辑。2012年11月，兼任中经社控股有限公司董事长、新华社新媒体中心主任。2014年7月，任新华社副社长。
2015年8月，任中共广东省委常委、宣传部部长。2018年2月，转任国家新闻出版广电总局副局长兼中国中央电视台台长。2018年3月，任中央广播电视总台台长、党组书记。
2017年10月，中国共产党第十九次全国代表大会上当选中国共产党第十九届中央委员会候补委员。
2020年5月9日，兼任中央廣播電視總台总编辑。
2022年10月，中国共产党第二十次全国代表大会上当选中国共产党第二十届中央委员会委员。
2024年6月，媒体报道称慎海雄已进入國家電影局任职，分管电影工作。

## 家庭
慎海雄育有一女。2021年12月，香港《明报》引述北京消息人士称，慎海雄与女演员佟丽娅再婚。不過佟丽娅否认，并就谣言向警方报案。 2021年12月29日，三名出于吹嘘炫耀目的，捏造、散布涉及佟丽娅相关信息人员被北京海淀警方行政拘留。

## 荣誉
- 1994年：获得新华社首届“十佳”记者
- 2001年：享受国务院政府特殊津贴
- 2002年：获得第五届“范长江新闻奖”
- 2004年：成为全国宣传文化系统“四个一批”人才
- 2007年：被评为全国新闻出版行业领军人才
- 2010年：被中共中央、国务院授予“上海世博会先进个人”
- 2021年：被俄罗斯联邦授予友谊勋章[15]